# Lorenzo García Vega
Lorenzo García Vega (Jagüey Grande, Matanzas, Cuba, 12 de noviembre de 1926 - Miami, 1 de junio de 2012). fue un escritor cubano, uno de los representantes del llamado Grupo Orígenes, fundado por José Lezama Lima.

## Trayectoria artística
Su obra incluye libros de poesía, cuento, ensayo, novelística y memorias. A pesar de cultivar casi todos los géneros literarios, su escritura se sostiene en una constante ruptura de las formas y conceptos genéricos. Ejemplo de ello son sus libros Variaciones a como veredicto para sol de otras dudas (1993) y Palíndromo en otra cerradura (1999). Su poemario Suite para la espera (1948) puede considerarse una reinvención estética de los ideales surrealista y cubista[cita requerida].
El ensayo autobiográfico Los años de Orígenes (1979) (reeditado en 2007 por la editorial Bajo la Luna de Buenos Aires, y en 2018 por Rialta Ediciones, de Querétaro) es quizás uno de los libros más polémicos de la literatura cubana. Ha publicado, además: Espirales del Cuje (1952), por el que fue galardonado con el Premio Nacional de Literatura en ese mismo año, Ritmos acribillados (1972), Collages de un notario (1992), Espacios para lo huyuyo (1993), Poemas para penúltima vez (1948-1989) (1991), Vilis (1998), No mueras sin laberinto (primera antología de su obra publicada en la Argentina, 2005), Cuerdas para Aleister (2005) y Devastación del Hotel San Luis (2007). 
Tras salir de Cuba a mediados de los años 60, vivió en Madrid, Nueva York, Caracas y por último en "Playa Albina",  nombre que dio en sus obras a Miami.